# Phoenicoprocta jamaicensis
Phoenicoprocta jamaicensis är en fjärilsart som beskrevs av William Schaus 1901. Phoenicoprocta jamaicensis ingår i släktet Phoenicoprocta och familjen björnspinnare. Inga underarter finns listade i Catalogue of Life.